# Zámeček Roželov
Zámeček Roželov je historická stavba bývalé myslivny, která byla na konci 19. století přestavěna v secesním stylu. Nachází se v Roželově, části obce Hvožďany v okrese Příbram ve Středočeském kraji. Zámeček sloužil jako letní sídlo pražských arcibiskupů. V současnosti (2025) je nevyužívaný. Veřejnosti není přístupný.

## Historie
Na místě zvaném „na černé prsti“ původně stávala stará myslivna. Ta byla zrušena a na kraji lesa za Roželovem na místě zvaném Na Sedlečkách byla v roce 1852 vystavěna nová myslivna (fořtovna). Klasicistní stavba byla na tehdejší dobu moderní stavbou, dobře reprezentující rozsáhlé arcibiskupské lesní hospodářství na Rožmitálsku. Na počátku 20. století si tuto myslivnu vybral za letní sídlo arcibiskup Lev Skrbenský z Hříště, který si velmi oblíbil místní krajinu. Myslivna byla v letech 1903–1904 přestavěna a do podoby dnešního zámečku, který byl náležitě vybaven a telefonicky spojen s rožmitálským zámkem. V roce 1905 byla přistavěna také kaple s věžičkou a křížkem a vznikla zde zahrada se vzácnými druhy rostlin.
Ve 30. letech zámeček občasně užíval kardinál Karel Kašpar, který zemřel během nacistické okupace v roce 1941. Arcibiskupský stolec i zámeček osiřely až do konce roku 1946. V polovině 20. století tudy procházela demarkační linie oddělující armády v roce 1945. Po druhé světové válce a nástupu komunistického režimu byly arcibiskupské lesy včetně zámečku znárodněny a připadly Státnímu lesnímu podniku. Na začátku 50. let zde komunistické úřady držely v nezákonné internaci vůdčí osobnosti českých katolíků. Mezi internovanými byl František Hála, který zde 24. srpna 1952 zemřel. Dále např. Jan Šrámek či arcibiskup Beran a brněnský biskup Karel Skoupý.
Od 70. let 20. století zde fungoval chatkový pionýrský tábor, pro který zde byly v Akcích Z vybudovány další budovy a koupaliště.

### Po roce 1989
Od 90. let zde provozovalo táborový areál sdružení KYMEVO, které si jej pronajímalo od Lesů ČR. V roce 2014 o návrat zámečku do svého majetku zažádalo arcibiskupství pražské v rámci církevních restitucí. Arcibiskupství pražské se k provozu tábora odmítalo vyjadřovat před předáním majetku planovaným na rok 2016, proto se zde poslední tábor konal v roce 2015. KYMEVO pak zdejší chatky rozprodalo místním zahrádkářům. Zámeček od té doby nenašel dalšího využití. V roce 2015 proběhla částečná rekonstrukce přilehlého domku správce. V roce 2020 se vikář pražské arcibiskupství Jan Balík vyjádřil, že by se zámeček opět mohl využít pro tábory nebo pro pobyty rodiny s dětmi. Dle jeho slov by rekonstrukci zámečku a případné provozování letních táborů bylo možné financovat prostřednictvím grantů a darů příznivců.
V soboru 18. května 2024 se v zámečku konalo přátelské setkání spojené se mší k 55. výročí úmrtí kardinála Berana. Součástí byla výstava dokumentů o zámečku nalezených v archivech.

## Stavební podoba
Jedná se o patrový objekt obdélného půdorysu se třemi rizality. Hlavní vstup do budovy je ze severní strany, kde se nachází zděný rizalit. Na jižní straně je rizalit dřevěný s proskleným patrem. Ve východním rizalitu se nacházela domácí kaple. Na průčelí stavby u příjezdové cesty jsou umístěny litinové desky s arcibiskupským znakem. Vedle zámečku se nachází domek správce, který se zámkem spojuje kamenná zeď s vraty na obou koncích, vytvářející mezi stavbami malý dvorek. K hlavní budově od západní strany přiléhá přístavba jídelny z 80. let. V areálu zámečku se nachází několik menších utilitárních budov, které dříve sloužily táboru.

## Galerie

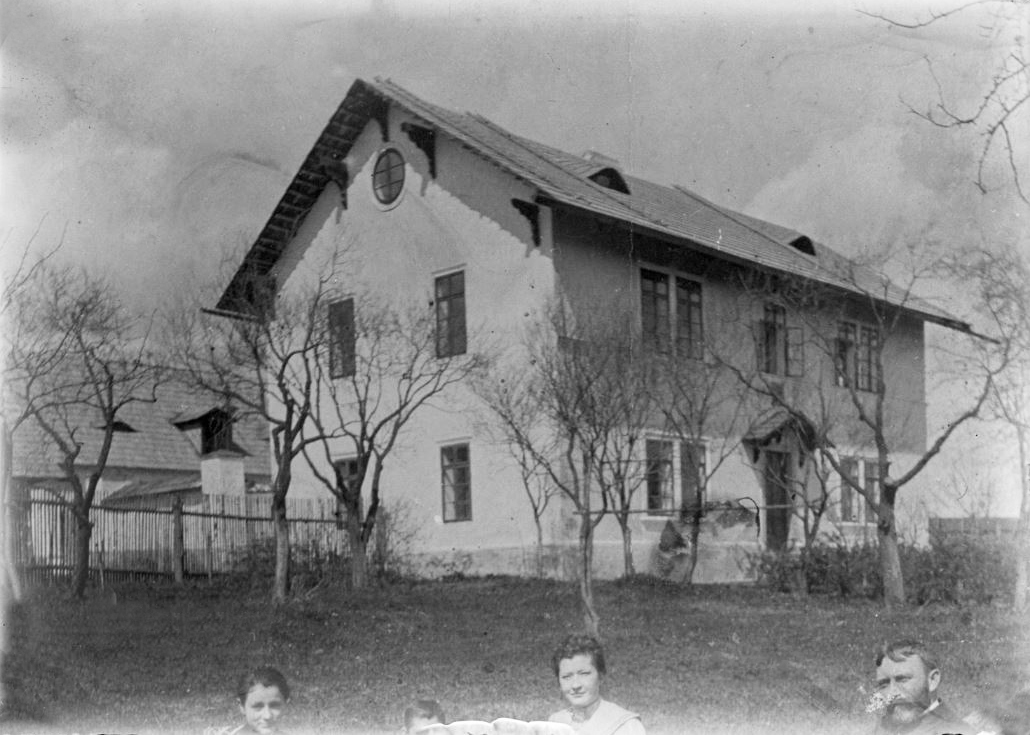
Hájenka Roželov před přestavbou (1903)
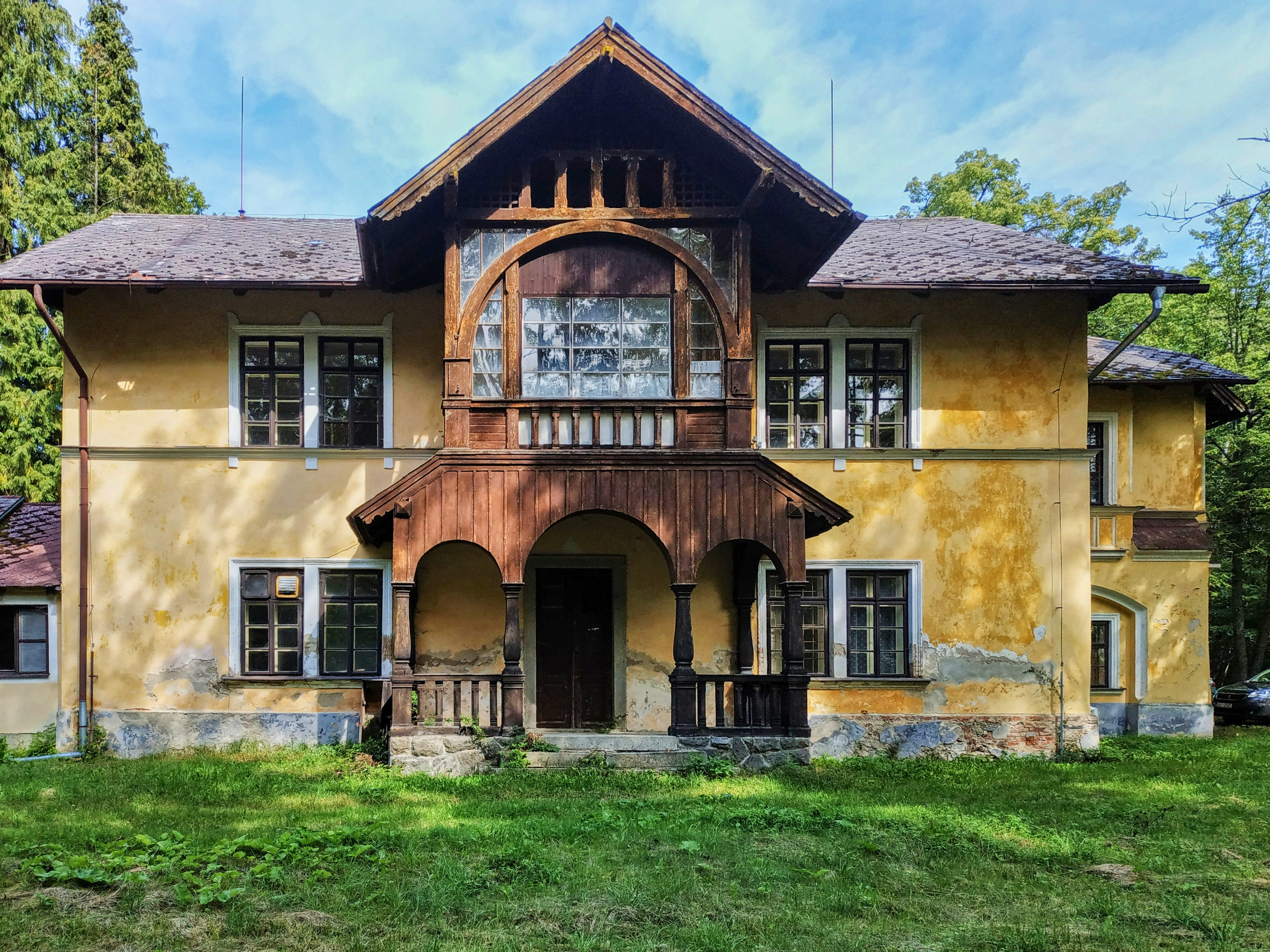
Jižní strana zámečku (2019)
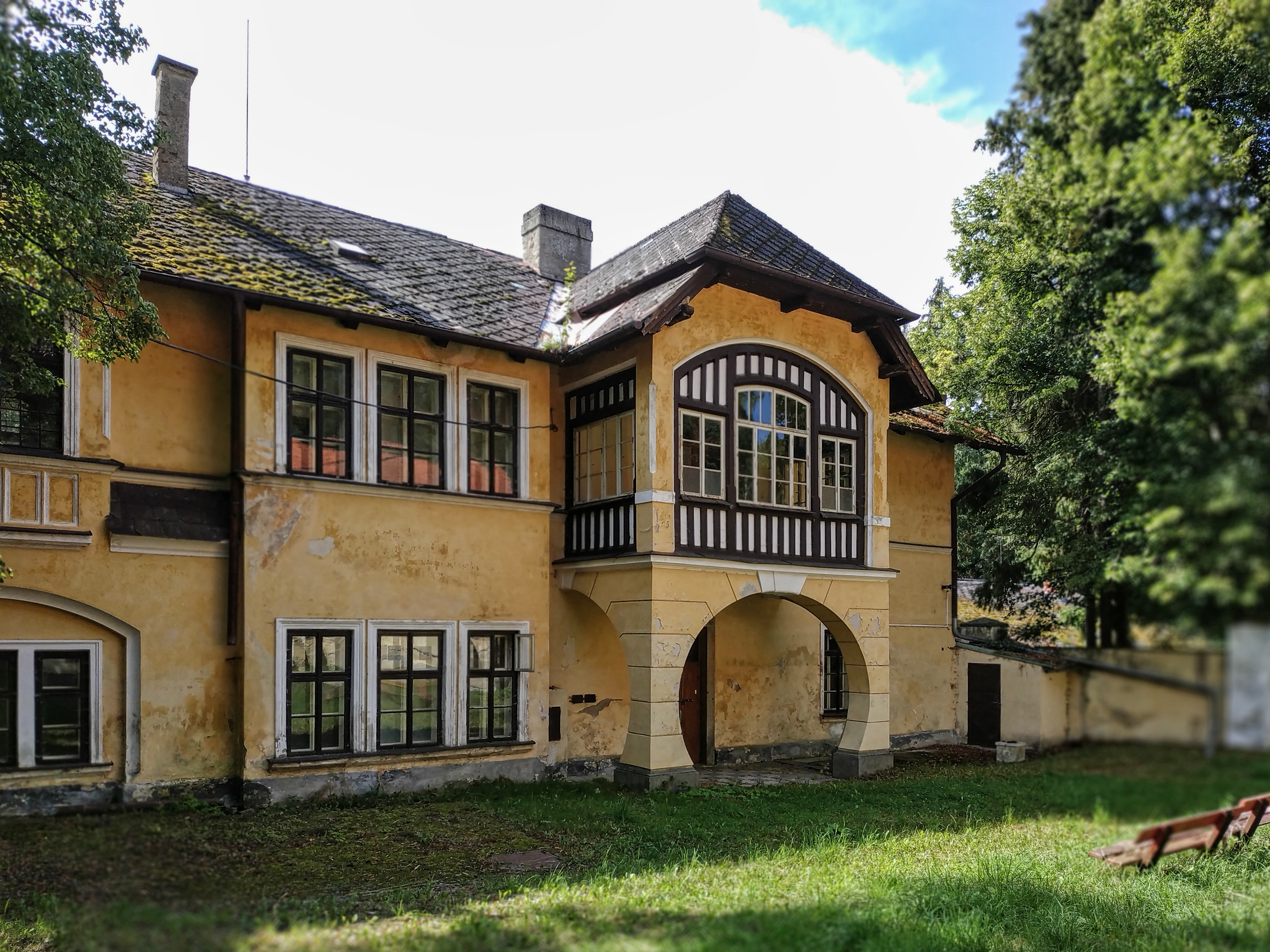
Severní strana (2019)
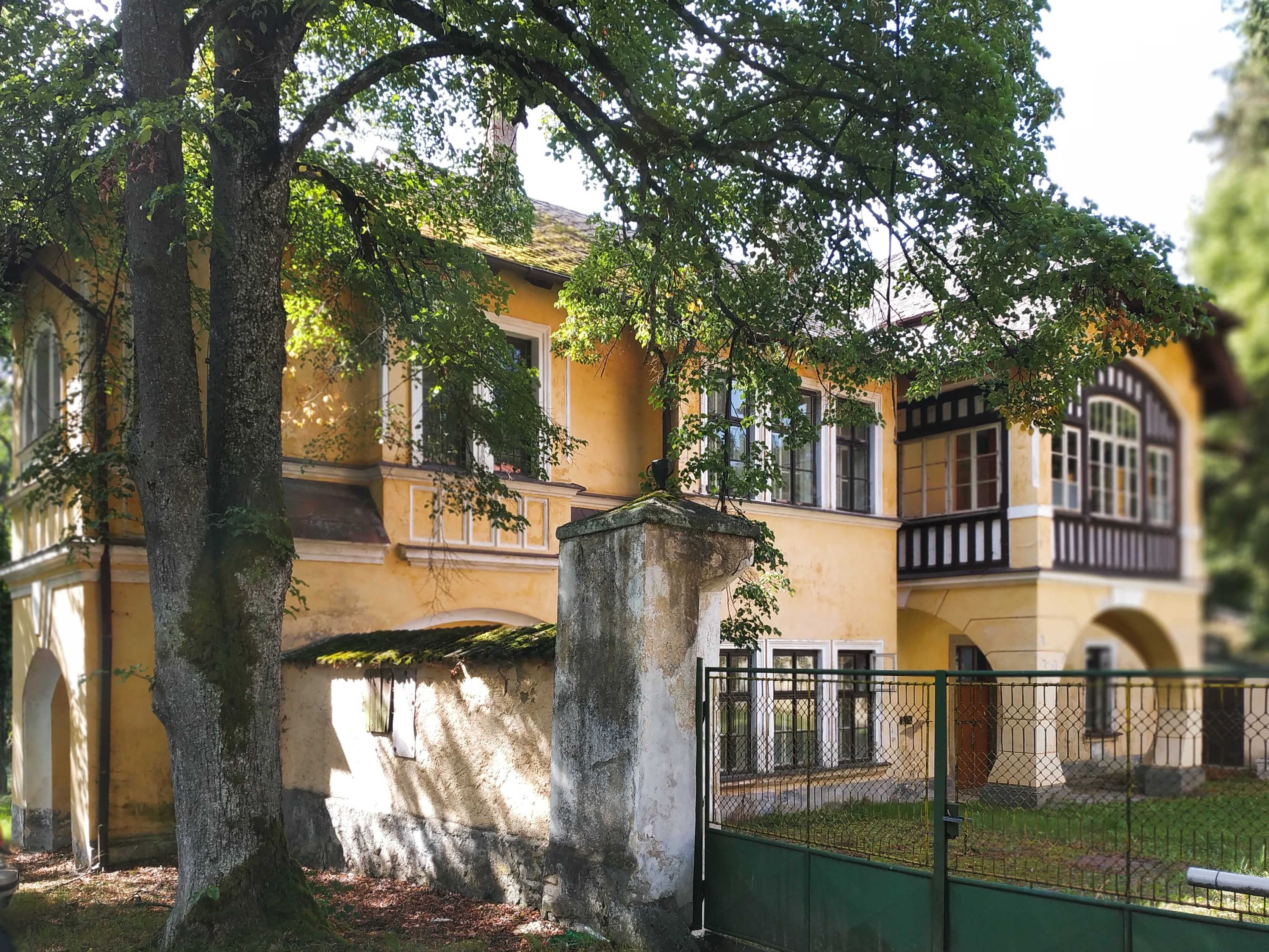
Východní rizalit – kaple (2019)
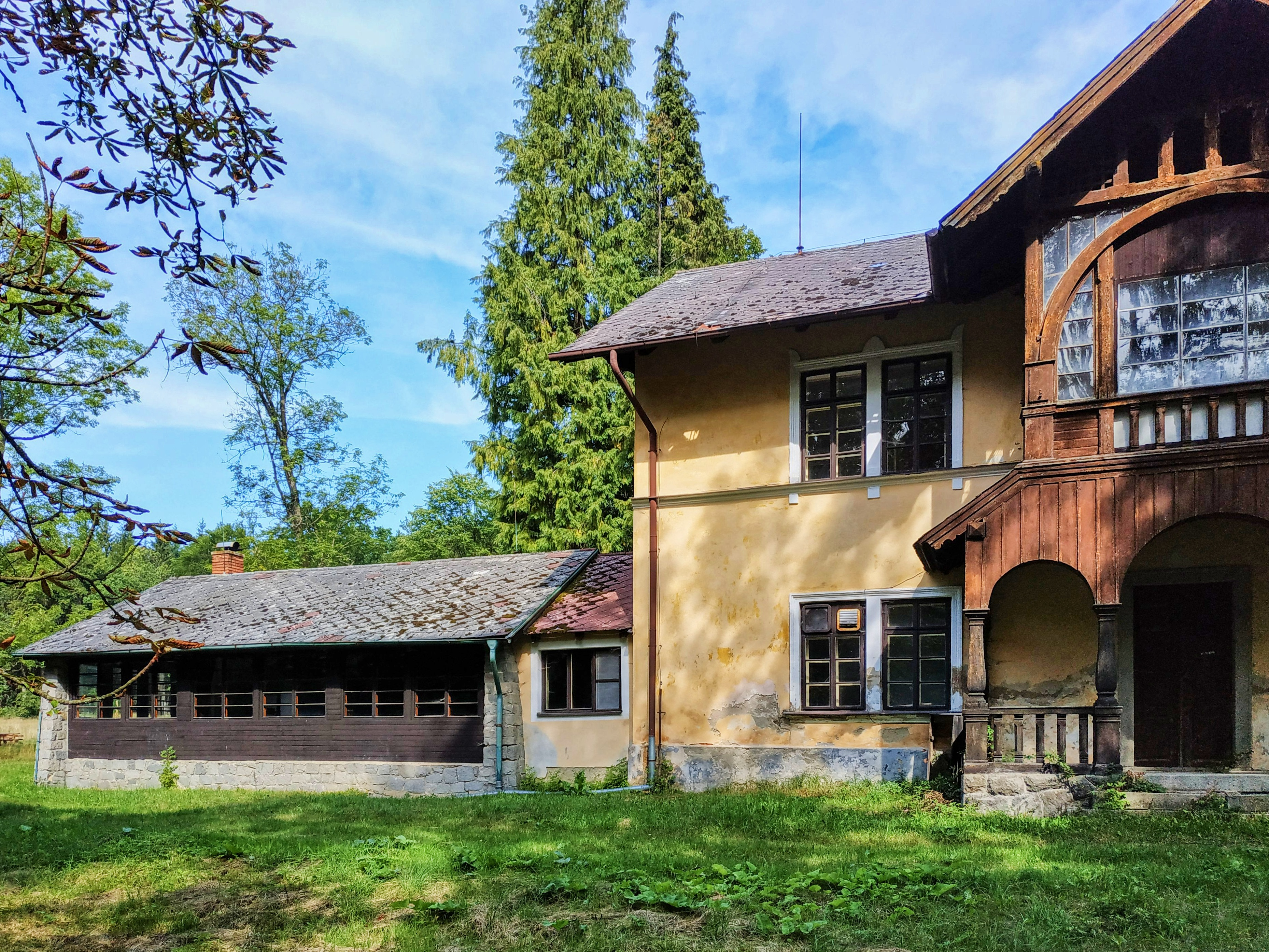
Přistavená jídelna (2019)
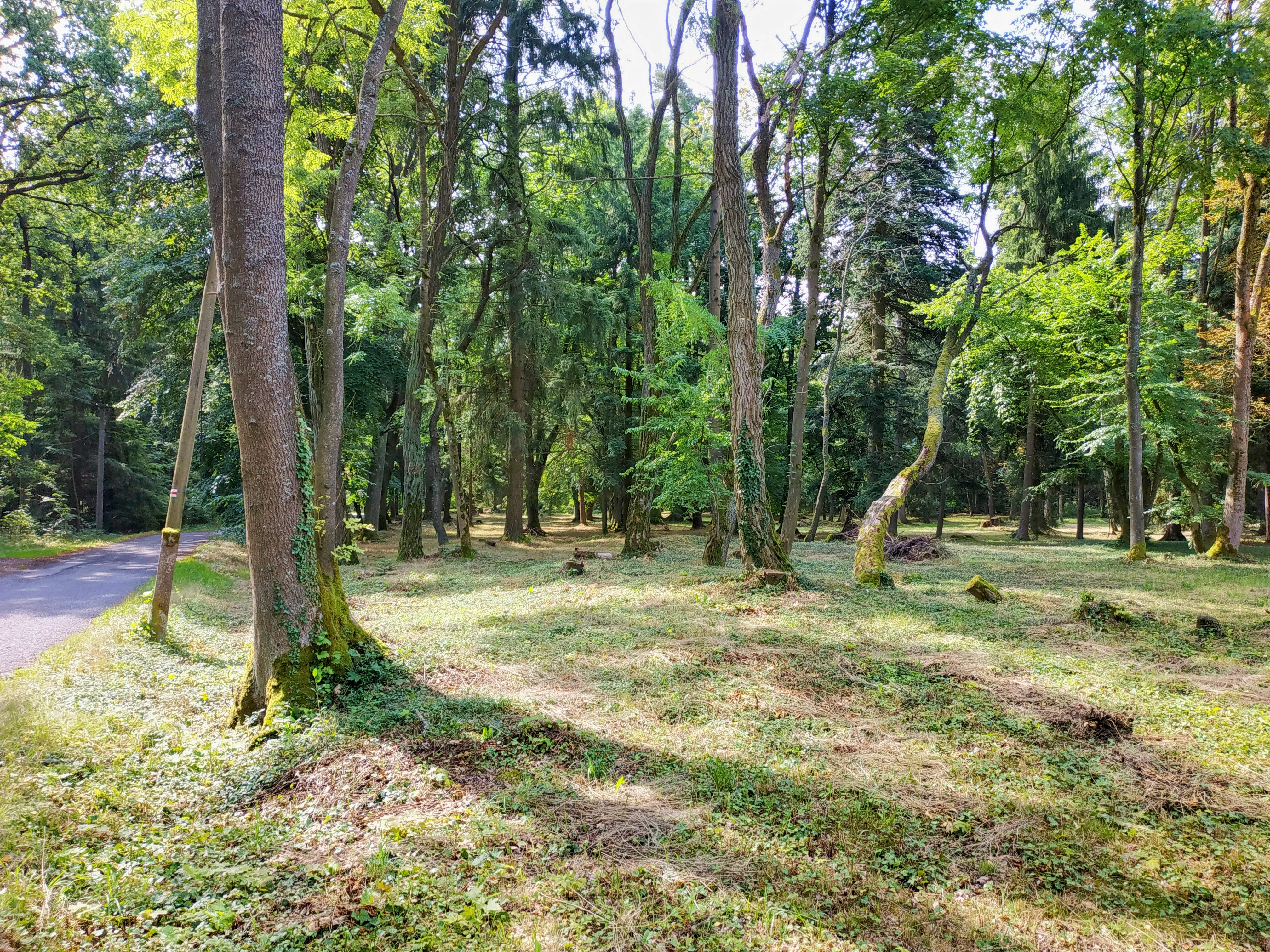
Zámecký park (2019)
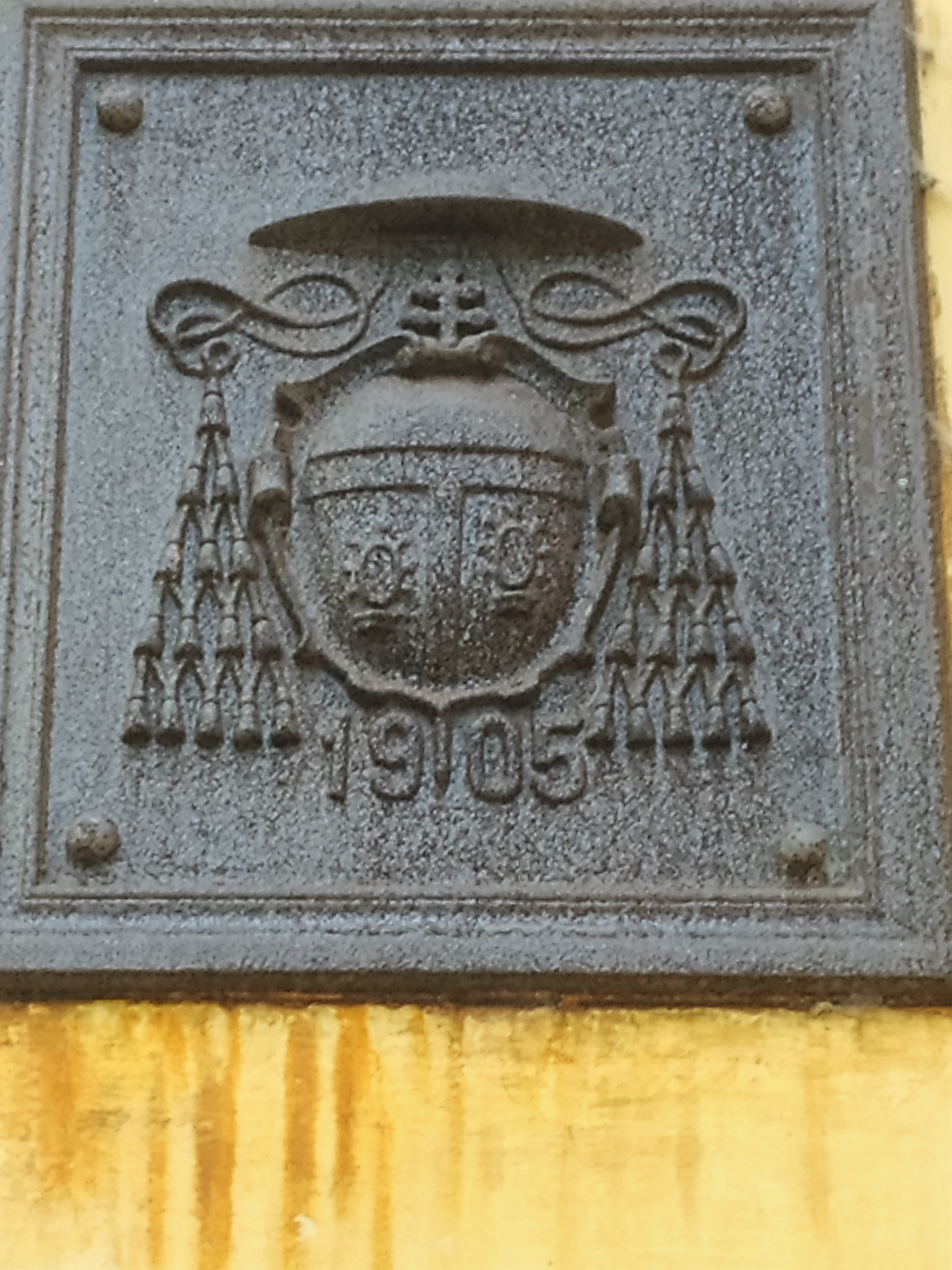
Litinový arcibiskupský znak z roku 1905
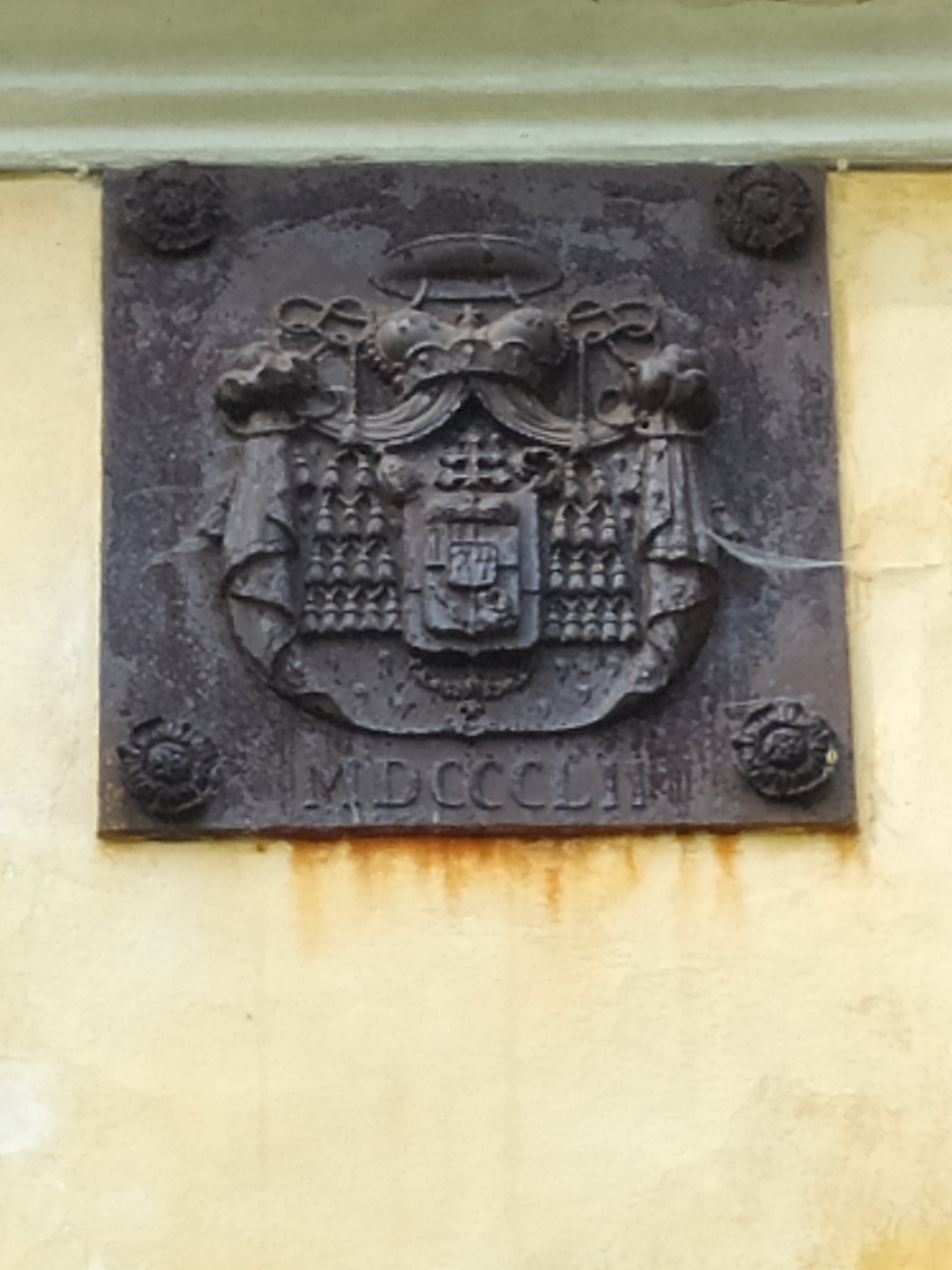
Litinový arcibiskupský znak z roku 1852